# Marcusenius furcidens
Marcusenius furcidens és una espècie de peix pertanyent a la família dels mormírids i a l'ordre dels osteoglossiformes.

## Etimologia
Marcusenius fa referència a l'ictiòleg Johann Marcusen, mentre que l'epítet furcidens deriva de furcatus (bifurcat) i, probablement, es refereix a la forma de les dents.

## Descripció
Fa 28,6 cm de llargària màxima. Absència d'espines a l'única aleta dorsal i a l'anal. 29-34 radis tous a l'aleta dorsal i 30-36 a l'anal. Origen de l'aleta dorsal al mateix nivell que l'anal. Aleta caudal forcada. Peduncle caudal gros. 65-73 escates a la línia lateral i 12-12 al voltant del peduncle caudal. Sense barbetes sensorials ni aleta adiposa.

## Reproducció
Les femelles poden arribar a pondre 9.200 ous.

## Alimentació
Es nodreix d'insectes aquàtics (sobretot, de larves de quironòmids).

## Hàbitat i distribució geogràfica
És un peix d'aigua dolça, demersal, potamòdrom i de clima tropical (8°N-4°N), el qual viu a Àfrica: els rius Tano i Bia a Ghana i els rius Komoé, Bandama i Sassandra a la Costa d'Ivori.

## Estat de conservació
Les seues principals amenaces són la desaparició de la vegetació a causa de les activitats mineres, la tala comercial de fusta (especialment a la conca del riu Tano), ja que fa augmentar la quantitat de sediments i la pesca amb destinació al consum humà.

## Observacions
És inofensiu per als humans i el seu índex de vulnerabilitat és de baix a moderat (30 de 100).